# Owen Island (Südliche Shetlandinseln)
Owen Island ist eine kleine Insel im Archipel der Südlichen Shetlandinseln. Sie liegt zwischen dem Round Point und dem Pottinger Point unmittelbar vor der Nordküste von King George Island.
Wissenschaftler der britischen Discovery Investigations kartierten und benannten sie im Jahr 1935. Namensgeber ist vermutlich Vize-Admiral William Fitzwilliam Owen (1774–1857), Hydrograph bei der Royal Navy.